# Van Vulpen

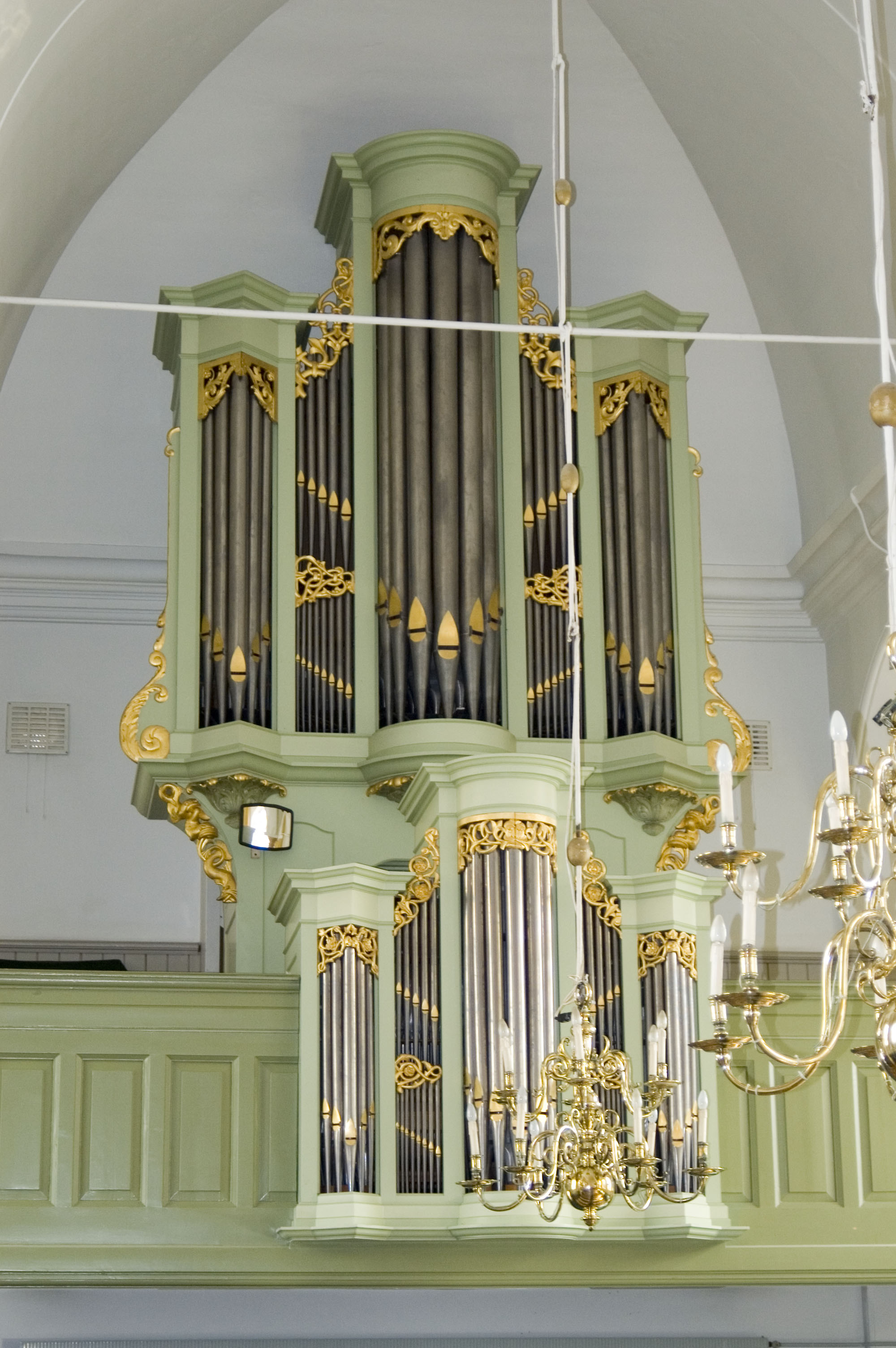
Door Van Vulpen gebouwd orgel in de Grote Kerk van Marken

Van Vulpen is een Nederlandse familie van orgelbouwers en de naam van het door hen opgerichte bedrijf, gevestigd in Utrecht.
Het bedrijf werd in 1940 opgericht door de broers Rijk van Vulpen sr. (1921-1997) en Jos van Vulpen (1922-2012) onder de naam Orgelmakerij Gebr. Van Vulpen. Rijk, zelf organist, was met name werkzaam in de optimalisering van klank van de orgelpijpen. Hij deed dat op de bovenverdieping van de werkplaats. Hij bemoeide zich noch met de verkoop, nog met houtbewerking. Jos van Vulpen, eigenlijk Adrianus geheten, zorgde voor het ambachtelijke werk, waartoe hij deels een opleiding had gehad. Bovendien zorgde hij voor de klanten(binding). Evert van Vulpen was bij de broers in dienst, trad op als manusje-van-alles en verbinder tussen Rijk en Jos.
Naast familieleden werkte ook de organist Henk Bouwman hier. Het bedrijf had in 1994 zeventien mensen in dienst, nadat al eerder een piek was bereikt met 40. Ze hadden klandizie bij kerken etc., maar ook bij particulieren. Zo maakte de firma een huisorgel voor Jelle Zijlstra. Van Vulpen werkte ook samen met orgeldeskundige Lambert Erné.
In 2023 is Van Vulpen gefuseerd met Elbertse Orgelmakers.

## Van Vulpen Orgels
Door Van Vulpen gemaakte orgels bevinden zich in:
- Bergkerk in Amersfoort (1956)
- Johanneskerk in Kruiningen (1958)
- Gereformeerde Kerk in Nieuwendijk (1960)[2]
- Hervormde Kerk in Bergeijk (1963)[3]
- Oud-Gereformeerde Kerk in Doetinchem (1964)
- Johanneskerk in Amersfoort (1965)
- Hoflaankerk in Rotterdam Kralingen (1966)
- Caspar Olevianus zaal van de Basilica van Constantijn in Trier (Duitsland), 1968
- Oude Kerk te Nordhorn, 1970
- Grote Kerk (Hervormde kerk) op Marken (1972)
- Grote of Bartholomeüskerk in Schoonhoven (1975)
- Taborkerk in Ede (1986)
- Nieuwe Kerk in Ede (1989)
- Hervormde Kerk in Arnemuiden (1990)
- Sint-Mattheüskerk in Joure (2010)
- Hervormde Kerk in Bergeijk (2015)[3]
- TivoliVredenburg in Utrecht (2017)[4]
- Protestantse kerk in Hem (Noorwegen) (2019)[5]
- Vredeskerk in Veenendaal (2020)[6]
- Tangen Kirke in Drammen (Noorwegen) (2020)[7]

## Restauraties
Door Van Vulpen gerestaureerde orgels bevinden zich in:
- Waalse Kerk in Maastricht (1964)
- Sint-Bartholomeüskerk in Schoonhoven (2006)
- Petruskerk in Woerden (2019)[8]
- Grote Kerk in Wijk bij Duurstede (2019)[9]
- Oude Kerk in Ede (2021)[10][11]
- Dorpskerk in Woubrugge (2021)[12]